# Evandro Chagas
Evandro Serafim Lobo Chagas (Rio de Janeiro, 10 de agosto de 1905 - Rio de Janeiro, 8 de novembro de 1940) foi um médico e cientista brasileiro, filho primogênito do cientista Carlos Chagas com Íris Lobo. Em 1926 diploma-se pela Faculdade de Medicina do Rio de Janeiro e feito residência no Hospital São Francisco de Assis e no Hospital Oswaldo Cruz. Cursou paralelamente a faculdade o curso de especialização em microbiologia no Instituto Oswaldo Cruz.
Em 1930 assumiu a docência de Clínica de Doenças Tropicais e Infecciosas na Faculdade de Medicina do Rio de Janeiro, cuja cadeira era ministrada por seu pai, Carlos Chagas. Para o preenchimento da vaga, defendeu como tese a forma cardíaca da tripanossomíase americana. Sendo um dos pioneiros no uso da eletrocardiografia, trouxe contribuições significativas sobre a doença de Chagas.
Realizou estudos sobre febre amarela, malária, ancilostomose e, principalmente, sobre a leishmaniose, descobrindo os primeiros casos humanos dessa doença e realizando investigações clínicas e epidemiológicas em diversos estados do Brasil e também na Argentina.
Em 1931 ocupou o cargo da Seção de Patologia Humana do Instituto Oswaldo Cruz e, em 1935, representou a instituição na IX Reunião da Sociedade Argentina de Patologia Regional do Norte, realizada na cidade de Mendoza em homenagem à memória de Carlos Chagas, recém-falecido.
Ao retornar da Argentina, organizou o Serviço de Estudo das Grandes Endemias, para coordenar um plano de investigação médico-sanitária em diversos estados brasileiros, promove importantes pesquisas, especialmente sobre a malária, a leishmaniose e a doença de Chagas. Também criou, em 1936, o Instituto de Patologia Experimental do Norte, instalado em Belém do Pará, funcionando como filial do Instituto Oswaldo Cruz, e que mais tarde levaria seu nome, Instituto Evandro Chagas.
Faleceu vítima de acidente aéreo, em 8 de novembro de 1940, aos trinta e cinco anos, na cidade do Rio de Janeiro.
Em 1941, em sua homenagem, o Instituto Oswaldo Cruz (atual Fundação Oswaldo Cruz), nomeou o antigo Hospital Oswaldo Cruz (de 1918) como Hospital Evandro Chagas.